# Kanaal van de Niepe
Het Kanaal van de Niepe (Frans: Canal de la Nieppe) is een kanaal in het Franse Noorderdepartement. Het is eigenlijk een gekanaliseerde rivier die Niepe (Frans: Nieppe) heet.
Het kanaal is 23 km lang en bevatte 4 sluizen en mondt in Thiennes uit in de Leie. Een zijtak is het Kanaal van de Bourre dat vanaf La Motte-au-Bois door de vallei van de Borrebeek (Bourre) naar Meregem (Merville) loopt en daar in de Leie (Lys) uitmondt. Deze kanalen zijn niet langer van commercieel belang en zijn niet meer bevaarbaar.

## Naam
De Niepe was een riviertje dat waarschijnlijk te of nabij Strazele (op 7 km ten noordoosten van Hazebroek) ontsprong en waarvan de benedenloop samenviel met die van de huidige Borrebeek, een linker zijriviertje van de Leie te Meregem. De naam van de rivier is mogelijk afgeleid van de boomsoort iep. De naam is bewaard in die van het tussen Hazebroek en Meregem liggende Niepebos, dat zich eertijds denkelijk uitstrekte tot Niepkerke, op minder dan 4 km ten noordwesten van Armentières

## Geschiedenis
Het is een van de Kanalen van Hazebroek die in de 16e eeuw werden gegraven om de haven van Hazebroek te verbinden met de Leie. De andere drie kanalen van Hazebroek zijn het Kanaal van Hazebroek, Kanaal van de Borre en het Kanaal van Préaven. De betreffende haven kwam tot stand in de jaren 1565-1566 onder de regering van Filips II van Spanje. Deze kanalen hebben tegenwoordig voor de scheepvaart geen betekenis meer. De kades zijn inmiddels verdwenen. 